# Andreaea blyttii
Andreaea blyttii là một loài rêu trong họ Andreaeaceae. Loài này được Schimp. mô tả khoa học đầu tiên năm 1855.